# Фабрика офсетной печати № 2
Фабрика офсетной печати № 2 — промышленное предприятие в городе Дмитрове Московской области. Основной сферой деятельности которой является производство печатных изданий.

## История
Печатная фабрика в Дмитрове начинается в послереволюционное время с типографии уездного исполкома, которая размещалась в помещении бывшей фабрики Ленточникова.
Первым печатным изданием была газета «Известия Дмитровского уездного Совета рабочих и крестьянских депутатов», который издавался на 4-х страницах раз в неделю. Тираж — 124 экз, редактор И. В. Минин. Первый номер вышел 7 апреля 1918 года.
Газета поменяла название 28 апреля 1921 года на «Серп и молот», затем с сентября 1922 года — «Наша правда». В марте 1925 года стала «Дмитровский край», а с 7 сентября 1930 года «Ударник». С 1 апреля 1953 года стала называться «Сталинский призыв», а 7 ноября 1956 года выходила под названием «Путь Ильича». С 13 июля 1991 года и по настоящее время местная газета называется «Дмитровский вестник».
История типографского дела в Дмитрове начинается ещё раньше, с типографии Н. А. Вашкевича, которую купил Дмитровский союз кооперативов в 1917 году для публикации своей газеты «Дмитровский вестник», выпускаемой в 1918—1919 годах.

### Строительство канала Волга—Москва. Типография Дмитлага

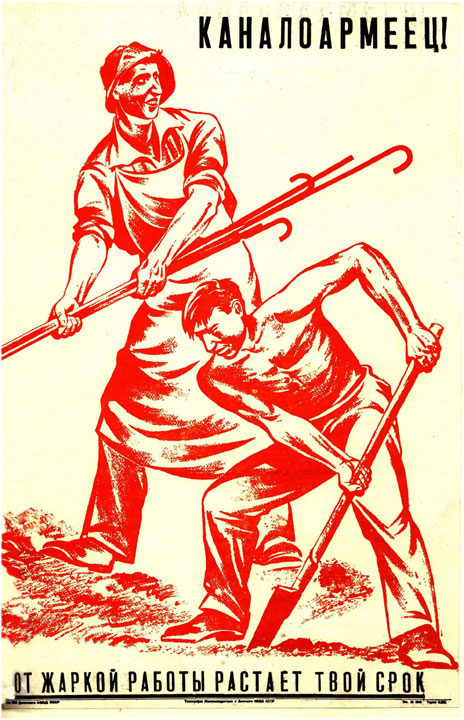
Каналоармеец! От жаркой работы растает твой срок Плакат. Типография Дмитлага НКВД. НБ ГАРФ. Инв. № 147001. Л.233

В 1932—1937 годах происходит строительство канала Волга—Москва. Для строительства был сформирован Дмитлага НКВД, на постройке канала работали заключённые. Центр стройки расположился в Дмитрове.
Типография уездного исполкома передаётся в подчинение Дмитлагу НКВД. Так как нужды Дмитлага требовали большой объём печатной агитационно-информационной продукции, то типография переезжает в новопостроенное помещение на Московской улице.
Типография печатает издания Дмитлага и МоскваВолгостроя. Так в ежемесячном журнале «На штурм трассы», в котором велась пропаганда по «перековке трудом» (перевоспитанию) каналоармейцев, печатались в том числе и рассказы, стихи и рисунки заключённых. Идейным вдохновителем по созданию новых строителей коммунизма и редактором журнала был С. Г. Фирин. Ежемесячный журнал «Москваволгострой» выходил под редакцией НКВД и освещал инженерные решения стройки канала Волга—Москва и иллюстрировался фотографиями.

### Фабрика офсетной печати № 2

Территория Фабрики офсетной печати № 2 (слева)

После завершения строительства канала в 1937 году типография передаётся в распоряжение властей Дмитровского района.
В 1954 году согласно Приказу Председателя Государственного Комитета Совета Министров РСФСР по печати № 93 от 7 мая 1954 года Дмитровская типография была преобразована в Фабрику офсетной печати № 2. В этот же год появляется первая офсетная машина.
В 1960 году с приходом нового директора Семёна Борисовича Бергера начинается модернизация и расширение производства без остановки фабрики. Уже в 1964 году фабрика получает 1-е место в республиканском социалистическом соревновании. В 1966 году на предприятии были введены: столовая, душевые и уголки отдыха для рабочих. За это ЦК профсоюзов работников культуры, Центральное правление научно-технического общества полиграфии и издательств и Комитет по печати при Совете Министров СССР присудило предприятию в декабре 1966 года звание «Предприятие высокой культуры производства и организации труда».
Фабрика специализировалась на выпуске детских книг, иллюстрированных изданий и плакатов.
В 1972 году предприятие единственное в полиграфической отрасли получает «Юбилейного почётного знака ЦК КПСС, Совета министров СССР, ВЦСПС». В течение многих лет фабрика была победителем Всесоюзных и всероссийских социалистических соревнований, на производстве отрабатывались новые технологии и решались проблемы в полиграфии.
В 1990-е годы, как и все предприятия, фабрика переживала сложные времена, перестраиваясь в новых условиях. За 2005 год было выпущено более 11 млн детских книжек, 43 журнала годовым тиражом более 8,3 млн экземпляров.

## Выпускаемая продукция
Издания книжные и журнальные для детей и молодёжи, газеты чёрно-белые и полноцветные, тетради школьные, контурные карты, альбомы для рисования, этикетки, бланки и листовая продукция.